# دیوید دوسون
دیوید دوسون (انگلیسی: David Dowson؛ زادهٔ ۱۲ سپتامبر ۱۹۸۸) بازیکن فوتبال اهل بریتانیا است.
از باشگاه‌هایی که در آن بازی کرده‌است می‌توان به باشگاه فوتبال یورک سیتی، باشگاه فوتبال دارلینگتون، باشگاه فوتبال اسپنیمور تاون، باشگاه فوتبال گیتزهد، باشگاه فوتبال چسترفیلد، باشگاه فوتبال دارلینگتون ۱۸۸۳، و باشگاه فوتبال ساندرلند اشاره کرد.